# Циклическая симметрия в трёхмерном пространстве
| · Симметрии-инволюции · Cs, (*) · [ ] =           | · Циклическая симметрия · Cnv, (*nn) · [n] =     | · Диэдральная симметрия · Dnh, (*n22) · [n,2] =   |
| Группы многогранников, [n,3], (*n32)              |                                                  |                                                   |
| · Тетраэдральная симметрия · Td, (*332) · [3,3] = | · Октаэдральная симметрия · Oh, (*432) · [4,3] = | · Икосаэдральная симметрия · Ih, (*532) · [5,3] = |

Циклическая симметрия в в трёхмерном пространстве — это одна из четырёх бесконечных последовательностей  
точечных групп в трёхмерном пространстве, (n≥1) с вращением порядка n по одной оси (на угол 360°/n), которое не меняет объект.
Группы являются конечными группами симметрии на конусе. Для n = ∞ группы соответствуют чётырём группам бордюра. 
Для обозначения групп ниже используется нотация Шёнфлиса. 
Термины горизонтальная (h) и вертикальная (v) указывают на существование направления отражений по отношению к вертикальной оси симметрии. 
Показаны также нотации Коксетера в квадратных скобках и орбифолдная в круглых скобках.

## Типы
Хиральная
- Cn, [n]+, (nn) порядка n - вращательная симметрия порядка n - акро-n-угольная группа (абстрактная группа Zn); для n=1 - без симметрии (тривиальная группа)

Ахиральные
- Cnh, [n+,2], (n*) порядка 2n - призматическая симметрия или орто-n-угольная группа

(абстрактная группа Zn × Dih1); 
для n=1 она обозначается Cs (1*) и называется зеркальной или билатеральной симметрией. 
Она имеет зеркальную симметрию по отношению к плоскости, перпендикулярной оси вращения порядка n.
- Cnv, [n], (*nn) порядка 2n - пирамидальная симметрия или полная акро-n-угольная группа (абстрактная группа Dihn).

В биологии C2v называется бирадиальной (двулучевой радиальной) симметрией. Для n=1 мы снова имеем Cs (1*). 
Симметрия имеет вертикальные плоскости зеркал и является группой симметрии для правильной n-угольной пирамиды.
- S2n, [2+,2n+], (n×) порядка 2n - гиро-n-угольная группа

(не путать с симметрическими группами, для которой используется та же нотация; абстрактная группа - Z2n); 
Она имеет несобственное вращение порядка 2n, 
то есть, группа симметрии содержит комбинацию отражения в горизонтальной плоскости и вращение на угол 180°/n. 
Тогда, подобно Dnd, она содержит некоторое число несобственных вращений и не содержит соответствующих вращений.
- - для n=1 мы имеем S2 (1×), обозначаемая также как Ci; это центральная симметрия.

C2h, [2,2+] (2*) и C2v, [2], (*22) порядка 4 являются две из трёх 3D типов групп симметрии 
с четверной группой Кляйна в качестве абстрактной группы. 

## Группы бордюра
В пределе эти четыре группы представлюят группы бордюра на евклидовой плоскости - C∞, C∞h, C∞v, 
и S∞. 
Вращения становятся в пределе параллельным переносом. Порцию бесконечной плоскости можно отрезать и свернуть в бесконечный цилиндр.
| Нотация | Нотация   | Нотация  | Нотация  | Примеры             | Примеры              |
| IUC     | Орбифолд. | Коксетер | Шёнфлис* | Евклтдова плоскость | Цилиндрическая (n=6) |
| ------- | --------- | -------- | -------- | ------------------- | -------------------- |
| p1      | ∞∞        | [∞]+     | C∞       |                     |                      |
| p1m1    | *∞∞       | [∞]      | C∞v      |                     |                      |
| p11m    | ∞*        | [∞+,2]   | C∞h      |                     |                      |
| p11g    | ∞×        | [∞+,2+]  | S∞       |                     |                      |

## Примеры
| S2/Ci (1x):    | C4v (*44):          | C4v (*44):                          | C5v (*55):            |
| -------------- | ------------------- | ----------------------------------- | --------------------- |
| Параллелепипед | Квадратная пирамида | Удлинённая четырёхугольная пирамида | Пятиугольная пирамида |

## Смотрите также
- Диэдральная симметрия в трёхмерном пространстве